# Садик Кан
Садик Аман Кан (на английски: Sadiq Aman Khan) е британски политик от пакистански произход и кмет на Лондон от месец май 2016 г. От 2005 до 2016 г. е член на Британския парламент, представител на Туутинг. Член е на Лейбъристката партия и се позиционира в център-ляво (soft left), характеризиран идеологически като социалдемократ.
Кан е роден през 1970 г. в Туутинг, Южен Лондон, в британско-пакистанско семейство. Завършва право в Университета на Северен Лондон. Впоследствие работи като адвокат в областта на човешките права и в продължение на три години председателства адвокатската група „Либърти“ („Свобода“). Присъединявайки се към Лейбъристката партия, Кан е общински съветник на община Уондсуърт (London Borough of Wandsworth) от 1994 до 2006 г., преди да бъде избран за депутат в парламента от Туутинг през 2005 г. При управлението на кабинета на Гордън Браун, Кан е издигнат за Министър по въпросите на общините и местното самоуправление през 2008 г., а впоследствие става министър на транспорта. Ключов съюзник на лейбъристкия лидер Ед Милибанд, Садик Кан е част от кабинета в сянка на Милибанд, като служи като секретар на правосъдието в сянка, лорд-канцлер в сянка и министъра на Лондон в сянка, явявайки се „сянка“ на Кенет Кларк, Крис Грейлинг и Майкъл Гоув.
На кметските избори през 2016 година Садик Кан е избран за кмет на Лондон, наследявайки на поста консерватора Борис Джонсън. С този избор Кан става първият кмет на Лондон от етническо малцинство и първият мюсюлманин, който става кмет на голяма западноевропейска столица. Като кмет въвежда реформи за ограничаване на цените за лондонския обществен транспорт, подкрепя разширяването на летищната инфраструктура и се фокусира върху обединяването на различните общности в града. Той е един от най-изявените поддръжници по време на неуспешната кампания „Великобритания по-силна в Европа“ за запазване членството на Великобритания в Европейския съюз.
Фокусът на Кан върху междуобщностното разбирателство е приветстван от поддръжниците на междурелигиозния диалог, докато опонентите му го критикуват за връзки с фундаменталистки ислямски духовници, основно от времето, когато е депутат от Туутинг. Работата му по подобряване на взаимоотношенията между мюсюлманските общности и британското общество води до това да получава заплахи за сигурността си както от ислямисти, така и от крайнодесни активисти.